# Louis-Jacques Goussier

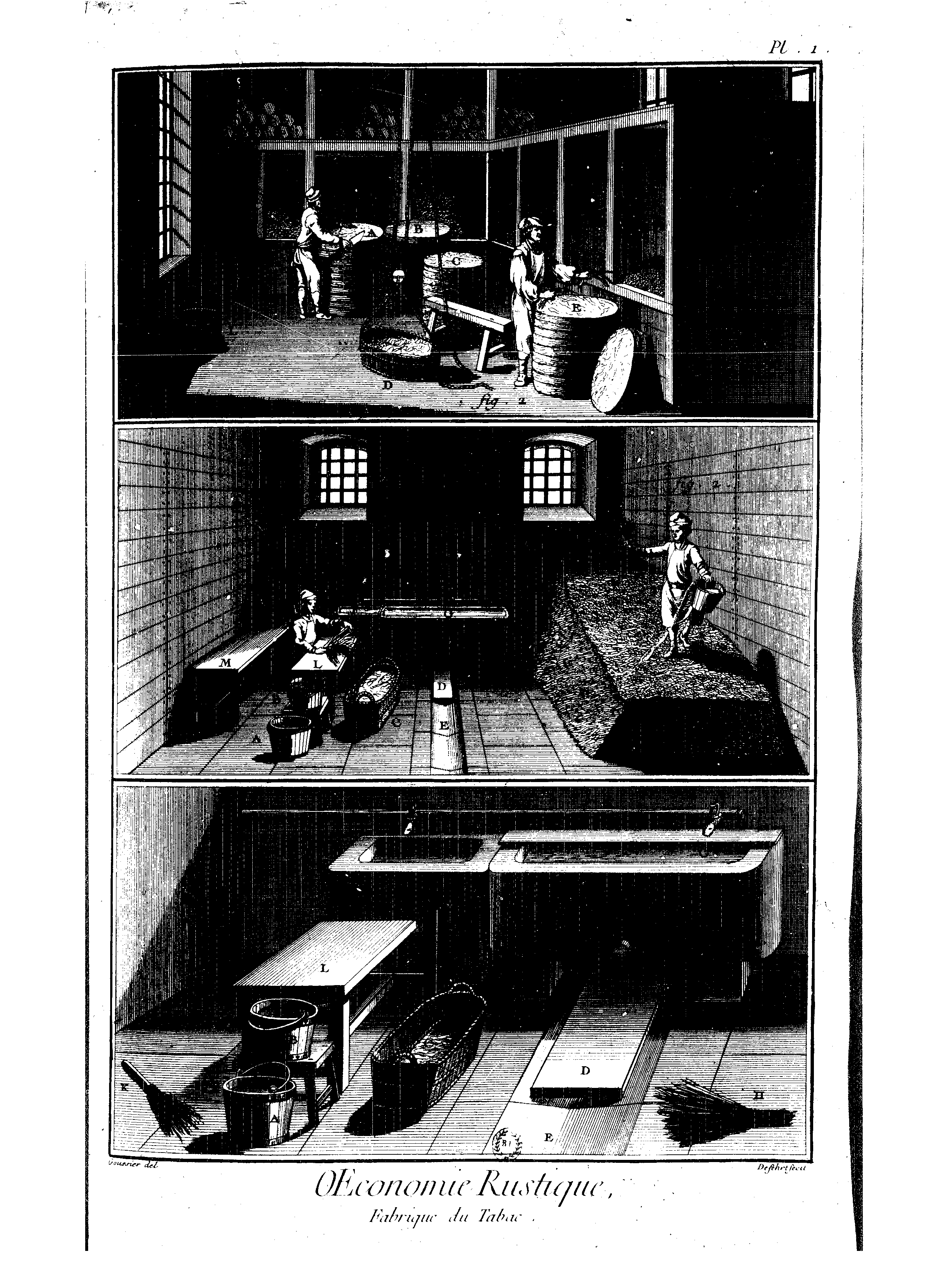
Encyclopédie: confección de tabaco

Louis-Jacques Goussier (Paris, 7 de marzo de 1722 - París, 1799), fue un ilustrador y enciclopedista francés.

## Biografía
Goussier nació en el seno de una familia pobre. Estudió matemáticas en la escuela libre del filósofo Pierre-André Leguay de Prémontval y, más tarde, allí mismo se hizo profesor de matemáticas. La escuela cierra en 1744, y Goussier decide seguir una carrera como ilustrador. Trabaja con científicos como Charles Marie de La Condamine, Étienne-Claude de Marivetz y Roland de La Platière. En 1792, es contratado por el Ministerio del Interior (sección de artes y oficios), y en 1794, por el Comité de Salud Pública (sección de armas).
Louis-Jacques Goussier es conocido por haber tenido uno de los papeles principales en la elaboración de la Encyclopédie de Diderot. Fue el primer ilustrador en ser contratado para el proyecto, en 1747, realizando numerosas litografías. Goussier es nombrado como tercer enciclopedista, después de Diderot y Jean le Rond d’Alembert. 
De 1747 a 1760, Goussier estudió diferentes artes y profesiones y, durante veinticinco años, se dedicó a la ilustración y al diseño. Fue, también, autor de sesenta y un artículos de la Encyclopédie; y es el único ilustrador que es citado en el prefacio (Discours préliminaire) de esta obra.
En la obra de Diderot, Jacques le fataliste et son maître, realizó un autorretrato, a través del personaje La Gousse.
En 1751, se casó con Marie-Anne-Françoise Simmonneau, con quien tuvo dos hijos.

## Ilustraciones
- 1746: para La Condamine, en sus trabajos sobre cálculo de meridianos
- 1747: para Diderot, en Encyclopédie
- 1768: para Marivetz, en Géographie Physique du Monde
- 1788: para Marivetz, en Système général, physique et économique de navigations naturelles et artificielles de l'intérieur de la France et de leurs coordinations avec les routes de terre
- 1789: para La Platière, en Encyclopédie méthodique des manufactures, arts et métiers
- 1794: para el Conservatorio de Artes y Oficios, en Dessins de Machines et Instruments des Arts